# Pilbarophreatoicus platyarthricus
Pilbarophreatoicus platyarthricus là một loài chân đều trong họ Hypsimetopidae. Loài này được Knott & Halse miêu tả khoa học năm 1999.